# Jeroen van den Akker

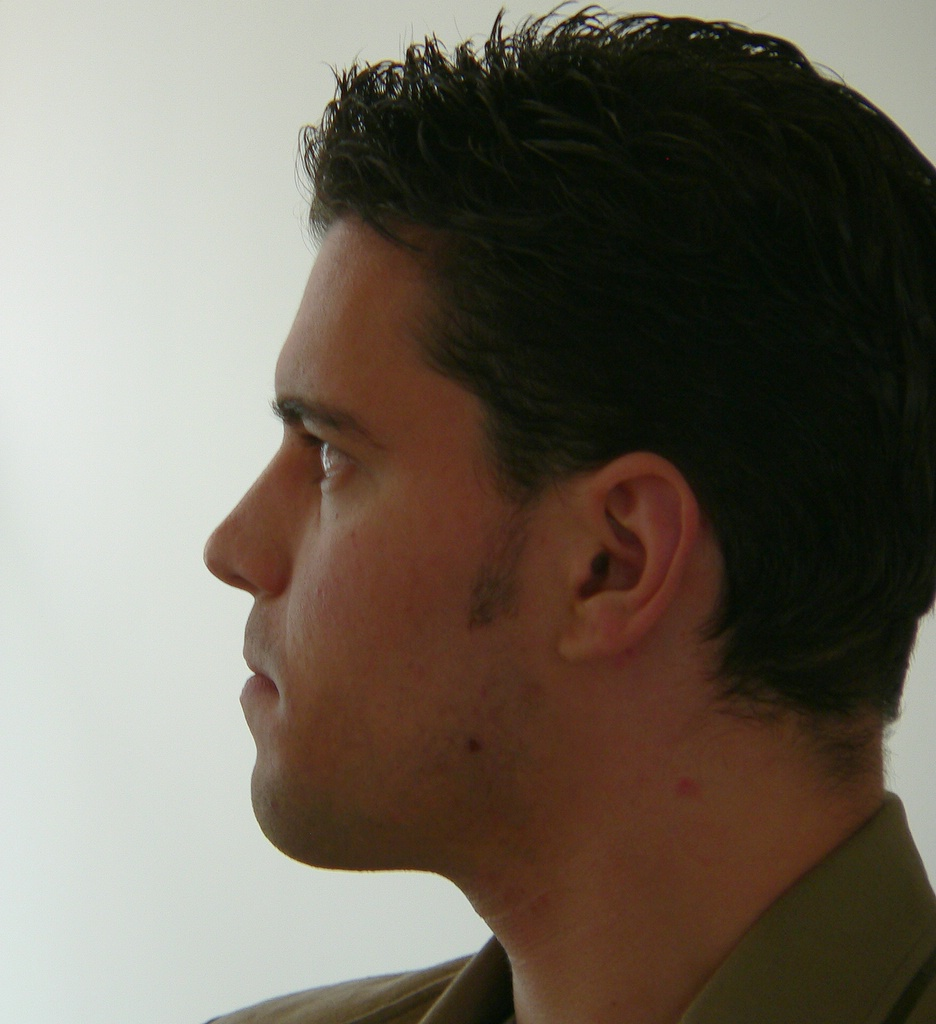
Jeroen van den Akker tijdens het NK dammen 2006.

Jeroen van den Akker (Utrecht, 15 augustus 1980) is een Nederlandse dammer die als dammer is opgegroeid bij Damvereniging Denk en Zet Culemborg waar hij op zijn 7e jaar lid werd.

## Jeugd
Van den Akker werd wereldkampioen bij de aspiranten in 1995 na een in april 1996 gespeelde barrage met de Rus Vladimir Simonov. In 1999 werd hij Europees kampioen bij de junioren. In 1995 werd hij aspirantenkampioen van Nederland. De nationale juniorentitel behaalde hij in 1998 en 1999. In 1997, 1998 en 1999 werd hij Nederlands kampioen sneldammen bij de junioren.

## Senioren
Bij zijn overstap naar de senioren in 2000 plaatste hij zich direct voor het Nederlands kampioenschap. Sindsdien was hij tot en met 2009 een vaste finalist behalve in 2005 toen hij afzag van deelname aan de voorwedstrijden. Ook in 2012 was hij deelnemer. Zijn beste prestatie is een 3e plaats in 2007. Ook bij het NK sneldammen is hij vrijwel elk jaar in de hoogste finalegroep aanwezig. In 2005 behaalde hij de tweede plaats, in 2006 en 2011 veroverde hij de nationale sneldamtitel.
Vanaf 1992 kwam hij uit in het 1e seniorenteam van Denk en Zet. Begin 1999 promoveerde hij met dit team naar de landelijke ereklasse. Van september 1999 t/m maart 2006 was hij speler/trainer van het eerste team van Denk en Zet. In 2003 en 2005 werd hij met dit team Nederlands Kampioen. In 2006 stapte hij over naar Hiltex (Amsterdam) waar hij twee seizoenen voor speelde. In de seizoenen 2008/09 - 2010/11 kwam hij uit voor Van Stigt Thans uit Schiedam waarmee hij in 2009 kampioen werd. Sindsdien speelt hij weer voor Denk en Zet.
Van den Akker was verder deelnemer aan de EK 2002, WK blitz 2001, WK 2007 (12e plaats), WK blitz 2007 en WK blitz 2011. Hij is sinds oktober 2006 in het bezit van de titel Internationaal Grootmeester en is Nationaal Meester.

## Kloksimultaandammen
Op 13 juli 2008 verbeterde hij in Den Haag het wereldrecord kloksimultaan door in 5 uur en 32 minuten tegen 30 tegenstanders een score van 75% te halen. Hij verbeterde hierbij het record dat op dat moment met 25 tegenstanders in handen was van de Rus Alexander Schwarzman. Met 15 overwinningen en 15 remises bleef hij bovendien ongeslagen. Het record werd daarna 3 keer door anderen verbeterd.
Op 4 augustus 2011 (de dag voor Brunssum Open 2011) kwam hij in Brunssum opnieuw in het bezit van het record door tegen 37 tegenstanders een score te behalen van 75,68%. Hij won 22 keer, speelde 12 maal remise en verloor 3 partijen. Voor deze recordsessie had hij precies 5 uur nodig.

## Resultaten NK dammen
Stand van zaken 2013: Van den Akker nam in totaal 10 keer deel aan de finale van het Nederlands kampioenschap dammen, met de volgende resultaten: 
| jaar | locatie    | plaats |  | jaar | locatie       | plaats |  | jaar | locatie | plaats |
| ---- | ---------- | ------ |  | ---- | ------------- | ------ |  | ---- | ------- | ------ |
| 2000 | Hengelo    | 11e    |  | 2006 | Culemborg     | 11e    |  |      |         |        |
| 2001 | Zwartsluis | 11e    |  | 2007 | Soest         | 3e     |  |      |         |        |
| 2002 | Velp       | 12e    |  | 2008 | Emmeloord     | 4e     |  |      |         |        |
| 2003 | Amsterdam  | 7e     |  | 2009 | Huissen       | 11e    |  |      |         |        |
| 2004 | Huissen    | 6e     |  | 2012 | Heerhugowaard | 7e     |  |      |         |        |